# Ryan Stassel
Ryan Stassel (Anchorage, 23 ottobre 1992) è un ex snowboarder statunitense.

## Palmarès

### Mondiali
- 1 medaglia:
  - 1 oro (slopestyle a Kreischberg 2015)

### Coppa del Mondo
- Miglior piazzamento nella Coppa del Mondo generale di freestyle: 5º nel 2016
- Miglior piazzamento nella Coppa del Mondo di slopestyle: 4º nel 2019
- Miglior piazzamento nella Coppa del Mondo di big air: 5º nel 2017
- 4 podi:
  - 1 secondo posto
  - 3 terzi posti